# 3e régiment de spahis marocains
Pour les articles homonymes, voir 3e régiment.
Le 3e régiment de spahis marocains (3e RSM) est un régiment français de cavalerie, de l'armée d'Afrique, en activité de 1923 à 1962.
Il s'illustre particulièrement en 1944-1945 en tant que régiment blindé au sein de la 2e division d'infanterie marocaine (2e DIM), d'abord commandé par le colonel Pique-Aubrun, au cours de la campagne d'Italie et de la libération de la France puis, commandé par le colonel Henri Navarre, au cours de la campagne d'Allemagne.

## Création et différentes dénominations
- 1924 : création du 23e régiment de spahis marocains
- 1929 : devient le 3e régiment de spahis marocains (3e RSM)
- 1943 : prend le nom de 3e régiment de spahis marocains de reconnaissance
- 1946 : prend le nom de 31e régiment de dragons
- 1962 : dissous

## Chefs de corps
- 1943 - mi janvier 1945 Marcel Pique-Aubrun
- mi janvier 1945 - juin 1945 Henri Navarre

## Historique des garnisons, combats et batailles du7erégiment de spahis algériens

### Entre-deux-guerres
En 1920 est créé le 2e régiment de marche de spahis marocains, qui donne naissance en 1921 au 22e régiment de spahis marocains. 
Par dédoublement, le 22e RSM donne naissance en 1924 au 23e régiment de spahis marocains dans la région de Meknès, qui participe à la guerre du Rif au Maroc, aux opérations de Grand-Atlas et à la pacification du Moyen-Atlas et de l'Anti-Atlas.
En 1929, le 23e RSM prend la dénomination de 3e régiment de spahis marocains (3e RSM).

### Seconde Guerre mondiale

#### 1939
Le Groupement de Cavalerie est destiné à former à la mobilisation des Groupes de Reconnaissance. Aussi, dès la déclaration de guerre, le 3e régiment de spahis marocains, disparaît-il, partiellement, en tant que tel pour se répartir et donner naissance à un Groupe de Reconnaissance, le 80e groupe de reconnaissance de division d’infanterie (80e GRDI).

#### 1943
Le 1er avril 1943, le 3e régiment de spahis marocains à cheval devient le 3e régiment de spahis marocains de reconnaissance, équipé de blindés. Ses effectifs sont composés d'environ un tiers de combattants « indigènes » (un quart lors de la campagne d'Allemagne en 1945), surtout marocains, et de deux tiers de combattants européens : réservistes français du Maroc, mais aussi de Français évadés de France via l'Espagne.
Le régiment est alors commandé par le colonel Marcel Pique-Aubrun.
Intégralement équipé en matériels américains, il rejoint le Corps expéditionnaire français (CEF) avec lequel il participe au sein de la 2e Division d'Infanterie Marocaine à la campagne d'Italie. Débarqué en novembre 1943, il est en ligne dans les Abruzzes en décembre. 

#### 1944
Il participe à la campagne de l'hiver 1943-1944 dans ce secteur, puis en mai 1944 à la bataille du Garigliano. Avec le CEF, le régiment ouvre la route de Rome (mai-juin 1944), puis de Sienne (juin-juillet 1944) et enfin de Florence (août 1944).
Regroupé à Naples, le régiment est transporté en bateaux et débarqué dans le Var au début de septembre 1944. Il participe à la Libération de la France (opérations notamment dans le Queyras, la Maurienne, le Briançonnais, Trouée de Belfort). Entré en Alsace, le 3e régiment de spahis marocains enlève Rammersmatt, puis ses chars légers entrent les premiers à Thann en décembre 1944. Ayant subi de fortes pertes, le régiment se voit adjoindre l'appui permanent du 20e bataillon de chasseurs alpins (BCA), unité qui va unir son destin pour le reste de la guerre à celui du régiment avec lequel il forme le socle du "Groupement Pique-Aubrun", puis du "Groupement Navarre", d'après les noms des chefs de corps successifs du 3e RSM.

#### 1945
Le 19 janvier 1945, le colonel Henri Navarre, futur commandant en chef des forces françaises en Indochine au moment de la bataille de Dien Bien Phu, succède à Pique-Aubrun  au  commandement du 3e RSM.
Après avoir participé à la liquidation de la poche de Colmar, le régiment participe à la campagne d'Allemagne jusqu'au 8 mai 1945. Il franchit le Rhin de nuit et entre dans le Palatinat le 1er avril 1945, toujours accompagné du 20e BCA. Après de durs combats à Hoschtetten et Linkerheim, le Groupement Navarre, renforcé d'un peloton du 8e Chasseurs et d'une compagnie du Génie, se porte sur Karlsruhe. Le Groupement, emmené par le détachement de Castries (1er, 2e et 3e escadrons du 3e RSM ainsi qu'une compagnie du 20e BCA), enlève la ville les 3 et 4 avril 1945. Ce fait d'armes vaut au régiment et à son chef de corps d'être cités à l'ordre de l'armée : « malgré de violentes réactions ennemies, [le régiment] pénétrait le premier dans la capitale badoise, le 3 avril au soir, en achevait le nettoyage et la conquête le 4 au matin ». Le 1er escadron du capitaine de Castries, dans lequel on compte 26 citations individuelles, est cité à l'ordre du corps d'armée.
Le Groupement Navarre poursuit la campagne d'Allemagne en passant par la Forêt-Noire (où il fait 1 500 prisonniers), puis le Wurtemberg et enfin la "course au Danube". Lors de la course, il remplit des missions de cavalerie légère (reconnaissance, éclairage) en se portant en avant du corps d'armée principal. C'est ainsi, notamment, qu'un peloton de reconnaissance du régiment découvre le 4 mai 1945 dans un chalet de montagne, non loin de Baad en Autriche, l'ex-Kronprinz Guillaume de Prusse. Il est officiellement arrêté le lendemain, en présence du colonel Navarre, sur ordre du général de Lattre de Tassigny.

### De 1945 à nos jours
Mis en garnison à Lunéville, le régiment prend en 1946 le nom de 31e régiment de dragons mais son étendard rejoint Rabat en 1948 sous la garde du 3e escadron de spahis marocains.
À partir du 3e escadron de spahis marocain, unité d'escorte du Résident Général, le 3e régiment de spahis marocains (RSM) est reconstitué à Rabat le 15 octobre 1955.
Le 15 novembre 1956, le 3e RSM est rebaptisé 3e régiment de spahis à cheval (RSC).
Le 1er juillet 1957, l'effectif marocain du régiment est muté dans l'Armée Royale Chérifienne et le régiment change à nouveau d'appellation et devient le 3e groupe d'escadrons de spahis à cheval (GESC). Le 3e GESC est affecté en Algérie en juillet 1957, et s'installe dans le secteur de Saida.
Le 1er août 1958, le 3e GESC devient le 3e régiment de spahis (3e RS).
Le 1er novembre 1958, le 3e RS fusionne avec le 10e groupe d'escadrons de spahis algériens (GESA) pour devenir le 23e régiment de spahis.
En mai 1959, le 23e RS quittera le secteur de Saida et sera positionné autour de Géryville.
Après le cessez-le-feu du 19 mars 1962 en Algérie, le 23e régiment de spahis créé, comme 91 autres régiments, les 114 unités de la Force Locale, conformément aux accords d'Evian du 18 mars 1962. Le 23e régiment de spahis forme ainsi la 508e UFL-UFO, composés de 10 % de militaires métropolitains et de 90 % de militaires musulmans, qui pendant la période transitoire devaient être au service de l'exécutif provisoire algérien, jusqu'à l'indépendance de l'Algérie.
Le 23e RS est dissous à Géryville le 31 juillet 1962.

## Traditions

### Insigne
L'insigne du 23e régiment de spahis est une queue de cheval rouge, blanc, bleu[réf. souhaitée].

### Étendard
Il porte, cousues en lettres d'or dans ses plis, les inscriptions suivantes, :
- Maroc 1912-1926-1929-1934
- Garigliano 1944
- Karlsruhe 1945
- AFN 1952-1962

### Décorations
- Croix de guerre 1939-1945 avec deux palmes. Le régiment est notamment cité à l'ordre de l'armée pour la prise de Karlsruhe (4 avril 1945).
- Fourragère aux couleurs du ruban de la Croix de guerre 1914-1918 avec olive aux couleurs du ruban de la Croix de guerre 1939-1945
- Croix du Mérite Militaire Chérifien.

## Personnalités ayant servi au3erégimentde spahis marocains
- Mbarek Bekkaï, président du conseil du Maroc en 1955, sous-lieutenant au 23e RS/3e RSM en 1928-1929
- Gabriel de Galbert, général d'armée, capitaine en 1944, commande le 1er escadron du 3e régiment de spahis marocains en Italie. Grand-croix de la Légion d'honneur en 1991 et de l'ordre national du Mérite.
- Henri Navarre, général, commandant en chef des forces françaises en Indochine de mai 1953 à la chute de Dien Bien Phu.
- Christian de Castries, général, capitaine puis commandant pendant la campagne d'Allemagne sous les ordres de Navarre et à nouveau sous ses ordres en 1954 au commandement du camp retranché de Dien Bien Phu.
- Jean Pouget (1920-2007), au 3e spahis lors de la campagne d'Allemagne, plus tard écrivain et grand reporter au Figaro.
- Michel Jobert (1921-2002), futur ministre des Affaires étrangères entre 1973 et 1974, participe à la campagne d'Italie, puis à la libération de la France.
- Vincent Serralda (1905-1998), engagé en 1944, il fut ensuite prêtre près d'Alger puis vicaire à l'église Saint-Nicolas-du-Chardonnet à Paris de 1964 à 1968.
- El Mahdi el Glaoui, lieutenant, fils ainé du pacha de Marrakech, Thami El Glaoui, mortellement blessé en mai 1944 dans son char dans le village de Ceccano.
- Martin Touzeau (1919-2006), Compagnon de la Libération.

## Sources et bibliographie
- Journal de marche et des opérations du 3e régiment de spahis marocains (1943-1945)
- Les unités et services d'après-guerre au Camp de Bockange
- Jean Pouget, Nous étions à Dien Bien Phu, Presses de la Cité, 1964.
- Henri Navarre, Le Temps des Vérités, Plon, 1979.